# Maassluis Belang
Maassluis Belang is een lokale politieke partij in de Nederlandse gemeente Maassluis. De partij behaalde 2 zetels in de gemeenteraad bij de gemeenteraadsverkiezingen van 16 maart 2022.

## Geschiedenis

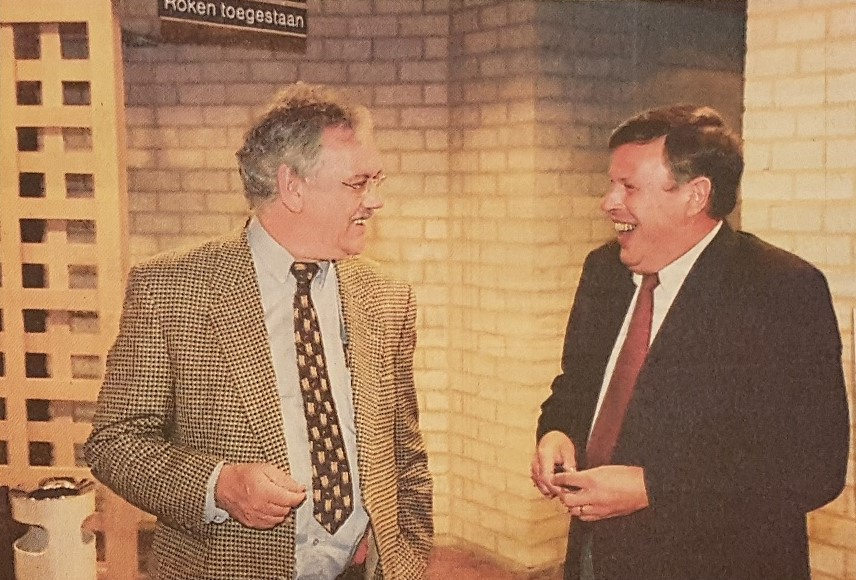
Frank Wensveen (l) en Gert-Jan Enzerink (r), de twee mannen achter het oprichtingscomité 'Leefbaar Maassluis', dat eerder anoniem naar buiten trad, in 2002 bij de garderobe van het Maassluise stadhuis. Zij besloten uiteindelijk toch om hun partij 'Maassluis Belang' te noemen.

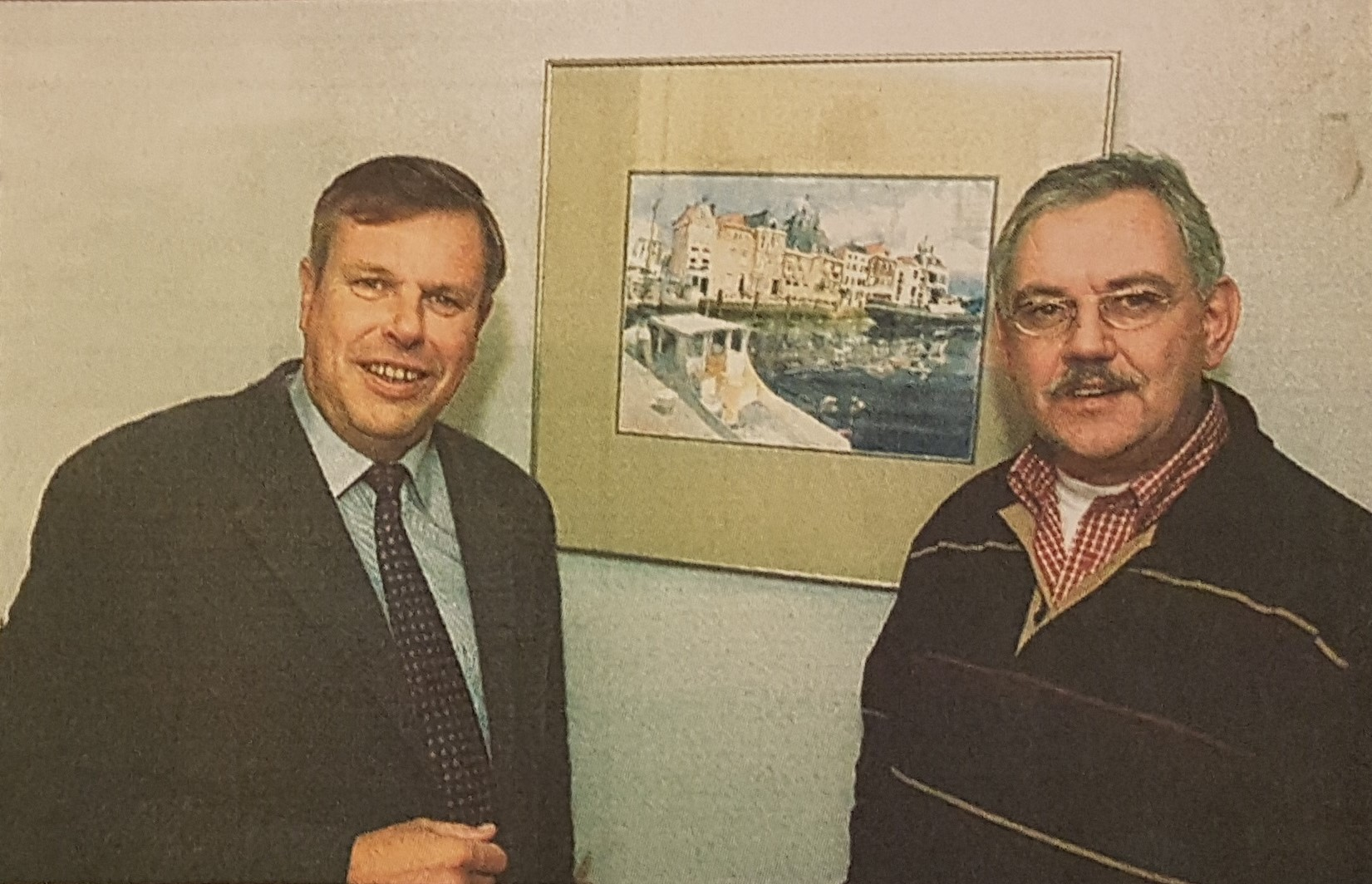
Gert-Jan Enzerink (l) en Frank Wensveen (r).

### Ontstaan
Maassluis Belang werd in 2002 opgericht door Frank Wensveen en Gert-Jan Enzerink en is daarmee de oudste 'lokale partij' van Maassluis. Frank Wensveen maakte van 1994 tot augustus 2001 deel uit van de gemeenteraad van Maassluis als fractievoorzitter van D66. Gert-Jan Enzerink begon zijn politieke carrière bij het CDA, waar hij van 1990 tot 1998 raadslid en later fractievoorzitter was.
Tijdens de jaren 1990 ontstond er in Nederland een beweging van nieuwe lokale partijen, waarvan veel de naam 'Leefbaar' droegen. Waarschijnlijk geïnspireerd door hun succes, richtten Wensveen en Enzerink in het voorjaar van 2001 in het geheim het 'oprichtingscomité Leefbaar Maassluis' op. Wensveen was op dat moment nog raadslid voor D66, maar had al aangekondigd om in augustus te stoppen omdat hij zich niet langer kon vinden in de landelijke koers van D66. Ondanks de geruchten over hun betrokkenheid, slaagden ze erin om hun anonimiteit te behouden tot eind 2001. Kort voor de onthulling plaatste het comité nog anoniem een oproep in het Maassluise huis-aan-huisblad De Schakel om het draagvlak te peilen en kandidaten te werven.
Wensveen en Enzerink besloten uiteindelijk een andere partijnaam te kiezen, en dat had alles te maken met de perikelen binnen Leefbaar Nederland en de opkomst van Pim Fortuyn. Leefbaar Nederland, opgericht in 1999 als landelijke partij in dezelfde geest als de lokale leefbaarpartijen, koos op het partijcongres van 25 november 2001 Pim Fortuyn als lijsttrekker. Zijn solistische aanpak en rechtse koers leidden al snel tot interne spanningen en bereikte in februari 2002 een kookpunt, wat leidde tot het vertrek van Fortuyn die kort daarop zijn LPF oprichtte. Na zijn vertrek daalde Leefbaar Nederland in de peilingen, van 22 zetels begin februari naar 6 zetels in maart. Een krantenartikel uit die tijd toont aan dat Wensveen en Enzerink aarzelden of ze wel geassocieerd wilden worden met Leefbaar Nederland en Fortuyn, waarbij de commotie rondom Fortuyn en de tegenvallende peilingen van Leefbaar Nederland ongetwijfeld een rol hebben gespeeld: “We willen het niet zo doen als Leefbaar Nederland. Het is daarom nog steeds prematuur om over de politieke partij Leefbaar Maassluis te spreken.” Uiteindelijk werd gekozen voor een andere naam: Maassluis Belang. Ironisch genoeg werd twintig jaar later, in 2021, alsnog een leefbaarpartij opgericht in Maassluis: Leefbaar Maessluys.
Op het moment dat politieke partijen halverwege december 2001 hun namen moesten bekendmaken waaronder zij aan de verkiezingen wilden deelnemen, zat Maassluis Belang daar nog niet bij. Toen enkele weken later echter de kandidatenlijsten moesten worden ingeleverd, bleek dat Maassluis Belang zich had aangemeld. Deze naam prijkte echter niet op het stembiljet, omdat de oprichters te laat waren met het inleveren van hun documenten in december 2001. Desondanks deed Maassluis Belang onder een andere lijstaanduiding mee met zeven kandidaten. Bij de gemeenteraadsverkiezingen van 6 maart 2002 behaalde de partij met 1357 stemmen 2 zetels. Maassluis Belang was daarmee de eerste Maassluise politieke partij zonder binding met een landelijke partij.

### Latere ontwikkelingen
Op 23 september 2008 overleed Wensveen, waarna Enzerink hem opvolgde als partijvoorman. Hij vervulde deze functie tien jaar, totdat hij na de gemeenteraadsverkiezingen in maart 2018 afscheid nam van de lokale politiek, na in totaal 22 jaar raadlidmaatschap. Bij zijn afscheid ontving hij een Koninklijke onderscheiding (Lid in de Orde van Oranje-Nassau) en de Erepenning der Gemeente. Hij bleef op de achtergrond wel actief in het bestuur van de partij, totdat hij overleed op 4 maart 2020.
Bij de gemeenteraadsverkiezingen van 3 maart 2010 behaalde Maassluis Belang oorspronkelijk 3 zetels, maar dit aantal steeg al snel naar 4 nadat Aad Solleveld van de Verenigde Senioren Partij (VSP) zich vrijwel direct na de verkiezingen bij Maassluis Belang had aangesloten. Voorafgaand aan de verkiezingen ontstond er onenigheid tussen Solleveld en de fractie van de VSP. Hij zou een persoonlijke campagne zijn gestart, wat in strijd zou zijn geweest met de fractieafspraken, en daardoor met voorkeurstemmen in de raad terecht zijn gekomen. Dit komt vaker voor en is volgens de Kieswet toegestaan. Toenmalig VSP-fractievoorzitter Jan van der Maarel verzocht Solleveld echter om zijn zetel af te staan en steunraadslid te worden, maar Solleveld ging hier niet mee akkoord en liet direct weten zijn zetel mee te nemen naar Maassluis Belang. Later gaf hij aan dat Maassluis Belang "in die tijd wel wat links geluid kon gebruiken" en dat hij ook nog heeft overwogen om zich bij de PvdA aan te sluiten: “De Partij van de Arbeid ligt mij ook heel na."

## Recent
In 2017 trad Denise Mulder-Solleveld, de dochter van Aad Solleveld, toe tot Maassluis Belang en werd ze de lijsttrekker voor de gemeenteraadsverkiezingen van 2018. Aad Solleveld stond op de tweede plaats, en de echtgenoot van Denise Mulder was inmiddels bestuurslid van de partij geworden. Deze ontwikkeling leidde in december 2017 tot een conflict en het vertrek van raadsleden Jan van den Hoek en Loek Molmans. Zij vonden dat Maassluis Belang een 'familiepartij' en ‘te links’ was geworden. Hoewel ze afkomstig is uit een ‘rood nest’, stelt Mulder zelf dat zij links georiënteerd is als het gaat om armoedebeleid, maar rechts als het gaat om woonbeleid. Van den Hoek en Molmans richtten nog in dezelfde maand Forum voor Maassluis op. Bij de gemeenteraadsverkiezingen van 2018 viel Maassluis Belang terug van 4 naar 2 zetels. Forum voor Maassluis behaalde 2 zetels.
Bij de gemeenteraadsverkiezingen van 2022 behield Maassluis Belang haar twee zetels. Na deze verkiezingen begonnen coalitieonderhandelingen tussen CDA, PvdA, VVD en het in 2021 opgerichte Leefbaar Maessluys, maar deze liepen vast in de eindfase doordat het CDA en de PvdA niet langer wilden praten met Leefbaar Maessluys. Hierop werd Maassluis Belang uitgenodigd door CDA, PvdA en VVD. Dit leidde tot een coalitieakkoord, waarbij Mulder de eerste wethouder werd namens Maassluis Belang in het college van burgemeester en wethouders.

## Verkiezingsresultaten
| Verkiezingsjaar | Lijsttrekker      | Stemmen (x) | Stemmen (%) | Zetels | Coalitie/Oppositie |
| --------------- | ----------------- | ----------- | ----------- | ------ | ------------------ |
| 2002            | Frank Wensveen    | 1357        | ?           | 2      | Oppositie          |
| 2006            | Frank Wensveen    | 1.112       | 7,47%       | 2      | Oppositie          |
| 2010            | Gert-Jan Enzerink | 1.821       | 13,14%      | 3      | Oppositie          |
| 2014            | Gert-Jan Enzerink | 2.196       | 16,01%      | 4      | Oppositie          |
| 2018            | Denise Mulder     | 1.177       | 8,60%       | 2      | Oppositie          |
| 2022            | Denise Mulder     | 1.220       | 9,43%       | 2      | Coalitie           |